# Барбара Пим
Барбара Пим (на английски: Barbara Mary Crampton Pym) е английска писателка-романистка. През 1950-те пише поредица социални комедии, от които най-известни стават „Excellent Women“ (Отлични жени, 1952) и „A Glass of Blessings“ (Чаша благословии, 1958).

## Биография
Барбара Пим е родена на 2 юни 1913 г. в Осуестри, Шропшър. Получава частно образование в Куинс Парк Скуул, девическо училище в Осуестри. От 12-годишна възраст посещава колежа Хуйтън край Ливърпул, продължава в Хилдас Колидж в Оксфорд, където учи английска литература. По време на Втората световна война служи в дамските части на Кралските военноморски сили на Великобритания.
От 1946 г. Пим работи в продължение на 17 години в Международния институт за африкански изследвания в Лондон. Помощник-редактор е на научното списание Africa (Африка) и работата ѝ като антрополог я вдъхновява да използва антрополози като герои в някои от нейните романи. След като няколко години безуспешно изпраща разкази за публикуване на женски списания, през 1950 г. излиза първият ѝ роман „Some Tame Gazelle“. Впоследствие са публикувани 11 романа, два от които – посмъртно.
Литературната кариера на Пим се отличава с дългата пауза, която настъпва между 1963 и 1977 г. Въпреки по-ранния успех и продължаваща популярност, издателят ѝ Джонатан Кейп отхвърля ръкописите ѝ, смятайки темите и стила ѝ на писане за демоде. Пим се обръща към други издатели, които обаче също отказват да я публикуват. Повратната точка за Пим настъпва през 1977 година с влиятелна статия, която историкът Лорд Дейвид Сесил и поетът Филип Ларкин пишат за литературната притурка на вестник Таймс, обявявайки Пим за „най-недооценения писател на 20 век“. Пим поддържа с Ларкин частна кореспонденция в продължение на 17 години, но дори и неговото влияние не е достатъчно, за да ѝ издейства издателски договор.
Пим получава признание, като е избрана за член на Кралското литературно общество. Романът, с който тя прави своето завръщане, Quartet in Autumn (Квартет през есента, 1977) получава номинация за наградата Мен Букър и творбите ѝ намират почитатели в Северна Америка. Два други романа, The Sweet Dove Died (Сладкият гълъб умря) и An Academic Question (Академичен въпрос) биват издадени след това и срещат одобрението на критиката.
Барбара Пим никога не сключва брак, въпреки няколкото си сериозни връзки с мъже.
След пенсионирането си Пим се мести да живее в Оксфордшър с по-младата си сестра Хилъри. На 11 януари 1980 година почива от рак на гърдата на 66-годишна възраст.
След смъртта ѝ, Хилъри продължава делото ѝ и през 1993 г. основава Обществото на Барбара Пим. Дневниците на Барбара Пим са публикувани посмъртно през 1985 година под името A Very Private Eye. Хилъри почива през февруари 2005 г. За стогодишнината от рождението ѝ, на 2 юни 2013 г. Радио 4 на BBC излъчва запис на интервю с Пим, записано на 1 август 1978 г.

## Произведения

### Романи
- Some Tame Gazelle (1950)[3]
- Excellent Women (1952)
- Jane and Prudence (1953)
- Less Than Angels (1955)
- A Glass of Blessings (1958)
- No Fond Return of Love (1961)
- Quartet in Autumn (1977)
- The Sweet Dove Died (1978)
- A Few Green Leaves (1980)
Няколко зелени листа, изд.: „Хр. Г. Данов“, Пловдив (1987), прев. Надка Гунева
- An Unsuitable Attachment (1982)
- Crampton Hodnet (1985)
- An Academic Question (1986)

### Документалистика
- A Very Private Eye (1984) – с Хейзъл Холт и Хилари Пим